# Atac amb dret de prioritat
"Atac amb dret de prioritat" (títol original en anglès "Preemptive Strike") és el 24è episodi i penúltim de la setena temporada, i el 176è de tota la sèrie, de la sèrie de televisió de ciència-ficció estatunidenca Star Trek: La nova generació. Es van emetre originalment el 16 de maig de 1994 en redifusió als Estats Units. Va ser escrit per René Echevarria em base a una història de Naren Shankar, i dirigit per Patrick Stewart.
Ambientada al segle XXIV, la sèrie segueix les aventures de la tripulació de la nau de la Flota Estel·lar de la Federació Enterprise-D sota el comandament del capità Jean-Luc Picard. En aquest episodi, el personatge recurrent Ro Laren (Michelle Forbes), una oficial de la Flota Estel·lar sotmesa a un consell de guerra que va aparèixer per primera vegada a l'episodi "L'alferes Ro", troba la seva lleialtat dividida entre la Flota Estel·lar i un grup de combatents de la resistència que s'oposen a la Unió Cardassiana, com van fer ella i els seus companys bajorans. Ro Laren tornaria més tard a l'episodi "Imposters" de la temporada 3 de Star Trek: Picard, que va revelar què va ser d'ella després d'aquest episodi.
A més d'acabar l'última temporada de Star Trek: La nova generació', estava pensat per reforçar Star Trek: Deep Space Nine i Star Trek: Voyager. Va ser un moment difícil per als guionistes de la sèrie perquè alguns d'ells també havien de treballar en la propera pel·lícula de Star Trek, Star Trek: Generations.

## Càsting
L'actriu Michelle Forbes va tornar com a Ro Laren per al seu sisè i últim episodi d'aquesta sèrie; tot i que hi havia plans per tenir el personatge a Star Trek: Deep Space Nine, Forbes va rebutjar l'oferta, cosa que va resultar en la creació del personatge de Kira Nerys. Més tard li van oferir un paper principal a Star Trek: Voyager, però no va tornar a la franquícia fins a 29 anys més tard, a l'episodi de 2023 "Imposters" de Star Trek: Picard.)

## Argument
LEnterprise està de camí a una reunió informativa sobre una situació a la zona desmilitaritzada de la Federació i la Unió Cardassiana. Mentrestant, la recentment ascendida tinent Ro Laren assisteix a una festa de benvinguda després de graduar-se en entrenament tàctic a la Terra.
L' Enterprise respon a una senyal de socors d'una nau de guerra cardassiana sota l'atac dels Maquis i ràpidament obliga els Maquis a retirar-se. L''Enterprise es troba amb la nau de la vicealmirall Nechayev, i informa a Picard d'un pla de la Flota Estel·lar per infiltrar-se a la cèl·lula terrorista utilitzant Ro Laren.
Ro troba el camí cap a un bar on membres d'una cèl·lula Maquis la contacten i, després de verificar la seva història de tapadora, l'accepten ràpidament a les seves files. Ella estableix un vincle amb Macias, a qui Ro òbviament veu com una figura paterna. Els Maquis coneixen un projecte d'arma biogènica cardassiana i planegen un atac preventiu; tanmateix, Macias assenyala que els falten subministraments mèdics crítics. Ro s'ofereix a robar els subministraments necessaris de l'"Enterprise", que ella gestiona amb l'ajuda encoberta de la tripulació.
Després d'informar Ro a l'"Enterprise", el capità Picard planeja utilitzar una estratagema per atraure els Maquis i després paralitzar-los amb una flota de la Federació amagada en una nebulosa propera. Tot i que Ro està preocupada pel seu pla, torna al planeta i convenç els líders Maquis de planejar un atac contra un comboi cardassià que suposadament porta components per a l'arma biogènica. La milícia cardassiana assalta el complex en un atac sorpresa, matant Macias. Mentre ell mor, li diu a Ro que altres Maquis com ella faran un pas endavant per continuar la lluita en el seu lloc.
Poc després, una Ro molt inquieta es reuneix amb Picard perquè té dubtes. Afirma que aquesta cèl·lula Maquis no és tan militant i que potser ni tan sols mossegarà l'ham. Picard decideix enviar el comandant William Riker amb ella per vigilar-la i assegurar-se que la missió avanci segons el previst.
Arriba el dia de l'atac i, a mesura que els caces Maquis s'acosten, Ro decideix que no pot dur a terme la missió. Descobreix la força d'atac de la Federació i les naus Maquis interrompen el seu atac. Amb gran pesar, Ro demana a Riker que es disculpi amb Picard en nom seu abans de teletransportar-se a una nau Maquis. A l'"Enterprise", Riker li diu a Picard que Ro semblava molt segura de la seva decisió, el seu únic penediment va ser haver decebut Picard. L'episodi acaba amb la cara inexpressiva de Picard mentre contempla la traïció de Ro.

## Actors convidats
- Michelle Forbes - Tt. Ro Laren
- John Franklyn-Robbins - Macias
- Natalija Nogulich - Alm. Alynna Nechayev
- William Thomas, Jr. - Santos
- Shannon Cochran - Kalita
- Richard Poe - Gul Evek

## Producció
El títol provisional de l'episodi era "The Good Fight" (La bona lluita). Tanmateix, es va canviar perquè era massa semblant al títol de l'últim episodi doble, "All Good Things..." ("Totes les coses bones...").
La batalla al principi de l'episodi presenta l'Enterprise, la nau de Gul Evek i almenys deu naus Maquis atacants. Aquest és el nombre més gran de naus espacials que es mostren simultàniament a la sèrie "Star Trek: La nova generació". Només la substitució dels models físics per models CGI va permetre mostrar grups significativament més grans de naus espacials en produccions posteriors de Star Trek.

## Recepció
El 2013 Keith DeCandido el va qualificar a "tor.com" com un episodi lleugerament superior a la mitjana de "Star Trek: La nova generació". El va considerar un comiat digne per al personatge de Ro Laren, que encaixava perfectament en el paper del desertor dels Maquis. Tanmateix, DeCandido va trobar la història en si massa previsible. Macias era immediatament recognoscible com una figura paterna, i la seva mort no va ser cap sorpresa. Tot i això, DeCandido va trobar el personatge molt ben interpretat, i també va elogiar l'actuació de Michelle Forbes. També va criticar l'episodi per centrar-se principalment en la relació entre Ro i Picard, però ignorant en gran manera la seva relació amb Riker [que esdevé extremadament volàtil al llarg de la sèrie].
El 2017, Business Insider va classificar "Preemptive Strike" com un dels episodis més infravalorats de la franquícia Star Trek en aquell moment.

## Llançaments de vídeo
Aquest es va estrenar al Japó en LaserDisc el 9 d'octubre de 1998 com a part de la col·lecció de mitja temporada Log.14: Seventh Season Part.2. Aquest conjunt incloïa episodis des de "Cobertes inferiors" fins a la part II de "Totes les coses bones...", amb pistes d'àudio en anglès i japonès.